# Плодовый сад
Плодовый сад — участок земли, занятый многолетними плодовыми насаждениями. Один из видов сада, в котором выращиваются фрукты, ягоды и орехи. Смешанные насаждения плодовых и ягодных культур, часто также называют плодовым садом.
Начало устройства садов, вероятно, совпадает с началом оседлости. Первоначальное их назначение было — собирать около жилища полезные растения.
Некоторые сады используются для выпаса домашних животных. Опыление территории сада происходит в основном за счёт пчёл.
Отрасль растениеводства по выращиванию плодовых культур называется Плодоводство.

## Условия
Минимальный размер промышленных садов, при котором можно применять определённый набор машин и рационально заниматься плодоводством, составляет 50—75 га.
От правильного выбора участка под промышленный сад во многом зависит его продуктивность. Для закладки плодовых садов непригодны возвышенные равнины, низменности и холодные склоны. В центральном и северо-восточном районах Европейской части России, районах Урала и Сибири под сад наиболее пригодны южные, юго-западные и западные склоны крутизной 5—8°, защищённые от господствующих ветров. В южных районах используют северные и северо-западные склоны, а для теплолюбивых пород (персик, инжир) — южные склоны.
Лучшие почвы — плодородные, рыхлые, водопроницаемые, не содержащие вредных солей, особенно хлоридных и сульфатных, а также трудно проницаемых для корней слоёв и прослоек.
В пределах одного квартала желательно высаживать сорта одного срока созревания. В промышленном яблоневом саду выращивают по 2—3 летних и осенних сорта и 3—4 зимних сорта. При закладке сада желательно подбирать сорта-опылители. Обычно сажают 4—6 рядов основного сорта и 1—2 ряда сорта-опылителя. На каждый га сада необходимо иметь 1—2 пчелиные семьи.
За 2—3 года до закладки промышленного плодового сада создают садозащитные и ветрозащитные полосы, которые ослабляют иссушающее действие ветров, препятствуют сдуванию снега, создают лучшие условия для роста и плодоношения деревьев, защищают плоды от осыпания при сильных ветрах в период созревания (см. Садозащитные насаждения).

## Фауна
Во фруктовом саду может обитать до 5000 видов насекомых. Широко распространены медоносные пчёлы и пчёлы Osmia, полевые шмели, бабочки адмиралы, осы, бабочки многоцветницы, пестроглазка галатея, махаоны.

## Культуры
Для каждого типа климата характерны свои виды культурных растений.
Тропическая область
- Евтерпе
- Банан
- Дуриан
- Псидиум
- Манго
- Папайя
- Рамбутан
- Кокосовая пальма
- Кофейное дерево
- Чай
- Какао бобы

Субтропическая область
- Авокадо
- Инжир
- Цитрус
- гранат
- Хурма
- Мушмула
- Фейхоа
- Орех грецкий
- Миндаль
- Каштан
- Кремовое яблоко
- Финик пальчатый
- Личи
- Макадамия
- Олива европейская

Районы с умеренным климатом
- Яблоко
- Абрикос
- персик
- Груша
- Ежевика
- Черника
- Вишня
- Черешня
- Слива домашняя
- Айва
- Клубника
- Голубика высокорослая
- Клюква
- Малина
- виноград
- Лещина обыкновенная